# كانغ هوي
كانغ هوي (بالصينية: 康辉) هو صحفي ومقدم تلفزيوني صيني، ولد في 17 يناير 1972 في Wuji County ‏ في الصين.